# ハロルド・ジョンソン
ハロルド・ジョンソン（Harold Johnson、1927年8月9日 -  2015年2月19日）は、アメリカ合衆国の男性プロボクサー。ペンシルベニア州マナユンク出身。元世界ライトヘビー級王者。ライトヘビー級を代表する技巧派選手として19歳のデビューから44歳までの25年間長らく一級戦で戦い続けた。

## 来歴

### 順調な下積み時代
1946年7月30日、ジョンソンはプロデビューを果たし2回KO勝ちを収め白星でデビューを飾った。
1946年8月20日、チャールズ・レスターと対戦し2回KO勝ちを収めた。
1947年1月10日、フランク・ローリーと対戦し2回TKO勝ちを収めた。
1947年7月8日、トミー・ラッシュと対戦し6回KO勝ちを収めた。
1948年3月1日、ケニー・ハリスと対戦し8回判定勝ちを収めた。
1948年3月29日、ケニー・ハリスと28日ぶりに対戦し10回判定勝ちを収めた。
1948年5月13日、バーノン・ウイリアムスと対戦し8回判定勝ちを収めた。
1949年2月23日、1930年代から戦い続けるアルツロ・ゴドーイと対戦し10回判定勝ちを収めた。

#### ムーアとの第1戦
1949年4月26日、アーチー・ムーアと対戦し初黒星となる10回判定負けを喫した。この試合が後の好敵手としてムーアとの連続死闘3連戦のきっかけになった。

#### ムーア戦への立て直し
1949年6月19日、ヘンリー・ホールと対戦し10回判定勝ちを収めた。
1949年7月25日、ヘンリー・ホールと1ヶ月ぶりに対戦し10回判定勝ちを収めた。
1949年10月26日、ジミー・ビビンスと対戦し10回判定勝ちを収めた。
1949年12月7日、ベルト・ライテルと対戦し10回判定勝ちを収めた。
1950年2月8日、後の世界ヘビー級王者ジャーシー・ジョー・ウォルコットと対戦するがキャリア初のKO負けとなる3回1分3秒KO負けを喫した。
1951年6月18日、エルキンス・ブラザースと対戦し10回1分53秒TKO勝ちを収めた。

#### ムーアとの3連戦
1951年9月24日、フィラデルフィア・アリーナでアーチー・ムーアと2度目の対戦を行い、前回と同様に競った試合になったが10回判定負けを喫した。
1951年12月10日、ミルウォーキーのミルウォーキー・アリーナでアーチー・ムーアと連戦を行い10回判定勝ちを収めた。
1952年1月29日、トレド・スポーツ・アリーナでアーチー・ムーアと3連戦最終戦を行ったが10回0-3(2者が53-46、56-44)の判定負けを喫した。

#### 世界挑戦に向けて
1952年3月17日、クラレンス・ヘンリーと対戦し10回2-1の判定勝ちを収めた。
1952年10月6日、ボブ・サターフィールドと対戦。前回同年8月6日、シカゴ・スタジアムで行われた試合は僅差で敗れてしまったが借りを返す2回1分58秒KO勝ちを収めた。
1952年11月24日、ニーノ・バルデスと対戦し10回判定勝ちを収めた。
1953年9月8日、シャイブ・パークで元世界ヘビー級王者イザード・チャールズと対戦し10回2-1の判定勝ちを収めた。
1953年11月7日、ヘンリー・ホールと4年ぶりに対戦し10回判定勝ちを収めた。
1954年2月15日、チャーリー・ドク・ウィリアムスと対戦し8回TKO勝ちを収めた。

#### ムーア第5戦・運命の決着戦
1954年8月11日、マディソン・スクエア・ガーデンで世界ライトヘビー級王者アーチー・ムーアと第5戦を行ったが、決着を付けられる14回56秒TKO負けを喫し王座獲得に失敗した。

#### 長き立て直し
1954年10月8日、オークランド・ビリー・スミスと対戦するが大きく躓く2回1分22秒KO負けを喫した。
1954年12月22日、マーティー・マーシャルと対戦し10回3-0(96-82、95-82、98-82)の判定勝ちを収めた。
1955年5月6日、フリオ・メデロスと対戦し2回TKO負けを喫した。
1956年12月8日、ベルト・ホワイトホルストと対戦し10回判定勝ちを収めた。
1957年3月12日、ボブ・サターフィールドと5年ぶりに対戦し10回3-0(96-93、97-91、98-93)の判定勝ちを収めた。
1957年12月17日、サード・ピークスと対戦し5回KO勝ちを収めた。
1958年12月3日、ハワード・キングと対戦し10回3-0(48-43、49-43、49-44)の判定勝ちを収めた。
1959年11月11日、ソニー・レイと対戦し10回1分18秒TKO勝ちを収めた。
1960年5月4日、クラレンス・フロイドと対戦し10回3-0(50-41、50-40、49-41)の判定勝ちを収めた。

#### 悲願の王座獲得
1961年2月7日、マイアミのマイアミ・ビーチ・コンベンション・センターでアーチー・ムーアが返上したNBA世界ライトヘビー級王座決定戦でジェシー・ボウディーと対戦し9回45秒TKO勝ちを収め王座獲得に成功した。
1961年4月24日、フィラデルフィア・アリーナでボン・クレイと対戦し2回2分28秒TKO勝ちを収め初防衛に成功した。
1961年7月1日、ボードウォーク・ホールでエディー・マチェーンと対戦し10回判定勝ちを収めた。
1961年8月29日、シアトルのシックズ・スタジアムでエディー・コットンと対戦し15回2-1(2者が147-145、144-148)の判定勝ちを収め2度目の防衛に成功した。
1962年5月12日、フィラデルフィア・アリーナでダグ・ジョーンズと対戦し15回3-0の判定勝ちを収め3度目の防衛に成功した。
1962年6月23日、ベルリンのベルリン・オリンピアシュタディオンでグスタブ・シュタルツと対戦し15回3-0の判定勝ちを収め4度目の防衛に成功した。

#### WBC王座に認定
1963年2月14日、WBCはジョンソンをWBC世界ライトヘビー級王座に認定した。

#### まさかの陥落
1963年6月1日、ラスベガス・コンベンション・センターでウィリー・パストラーノと対戦。しかし高い防御テクに阻まれ15回1-2の判定負けを喫し防衛に失敗し王座から陥落した。

#### キャリア終盤
1963年12月6日、ザ・ブルー・ホライズンでヘンリー・ハンクと対戦し10回判定勝ちを収めた。
1964年4月20日、ハンク・セージーと対戦し8回1分19秒KO勝ちを収めた。この試合後1度目の引退を表明した。
1966年1月7日、マディソン・スクエア・ガーデンで1年9ヶ月ぶりの復帰戦としてジョニー・ペルソルと対戦し10回判定負けを喫した。
1966年12月6日、ペッカ・コッコーネンと対戦し10回判定勝ちを収めた。
1967年5月1日、ハーシャル・ジャコブスと対戦し10回判定勝ちを収めた。
1968年2月3日、フランクフルト・アム・マインのフェストハレ・フランクフルトでロザー・ステンゲルと対戦し10回判定勝ちを収めた。
1968年6月11日、マイアミ・ビーチ・コンベンション・センターでジョニー・アルフォルドと対戦し10回判定勝ちを収めた。この試合後2度目の引退を表明した。
1971年3月30日、ハーシャル・ジェイコブと4年ぶりに対戦するも3回24秒TKO負けを喫した試合を最後に現役を正式に引退した。

#### 晩年
1993年、ジョンソンは国際ボクシング名誉の殿堂博物館のモダーン部門で殿堂に迎え入れられた。
1999年、AP通信が選定する20世紀のライトヘビー級王者の7人にジョンソンが選ばれた他リングマガジンから偉大なライトヘビー級世界王者20人にも選出された。
2015年2月19日、肺炎の為フィラデルフィアで死亡。84歳没。

## 獲得タイトル
- NBA世界ライトヘビー級王座
- WBC世界ライトヘビー級王座（防衛0）